# Sand, Rogaland
Sand är en tätort i Suldals kommun i Rogaland i sydöstra Norge. Orten utgör kommunens centralort och har en historia som handelscentrum och knutpunkt i Ryfylke och har en lång tradition av skeppsbyggande.
Ryfylkemuseet har sin huvudavdelning i Nesasjøhuset på västra sidan av hamnen. Sands kyrka ligger på höjden bakom centrum. 
Sand har färjeförbindelse över Sandsfjorden till Ropeid.

## Sands kommun
Sands kommun bildades 1859, då den avskiljdes från Jelsa kommun. Sand omfattade områden på bägge sidor av Sandsfjorden samt den nedre delen av dalen till älven Suldalslågen. År 1965 sammanslogs kommunerna Sand, Suldal, Jelsa, Erfjord och delar av Imslands kommun till Suldals kommun.

## Bilder

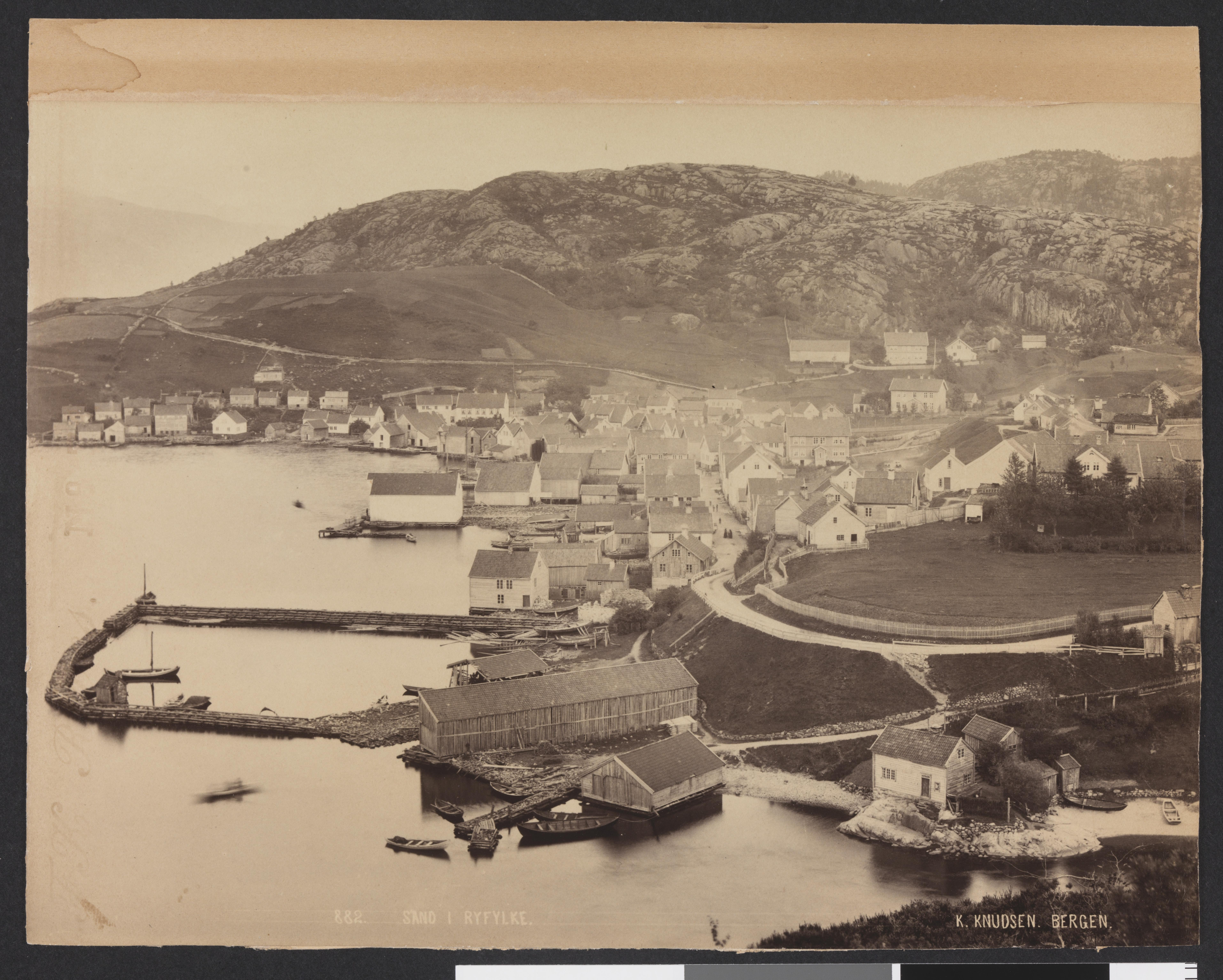
Sand, mellan 1885 och 1895.
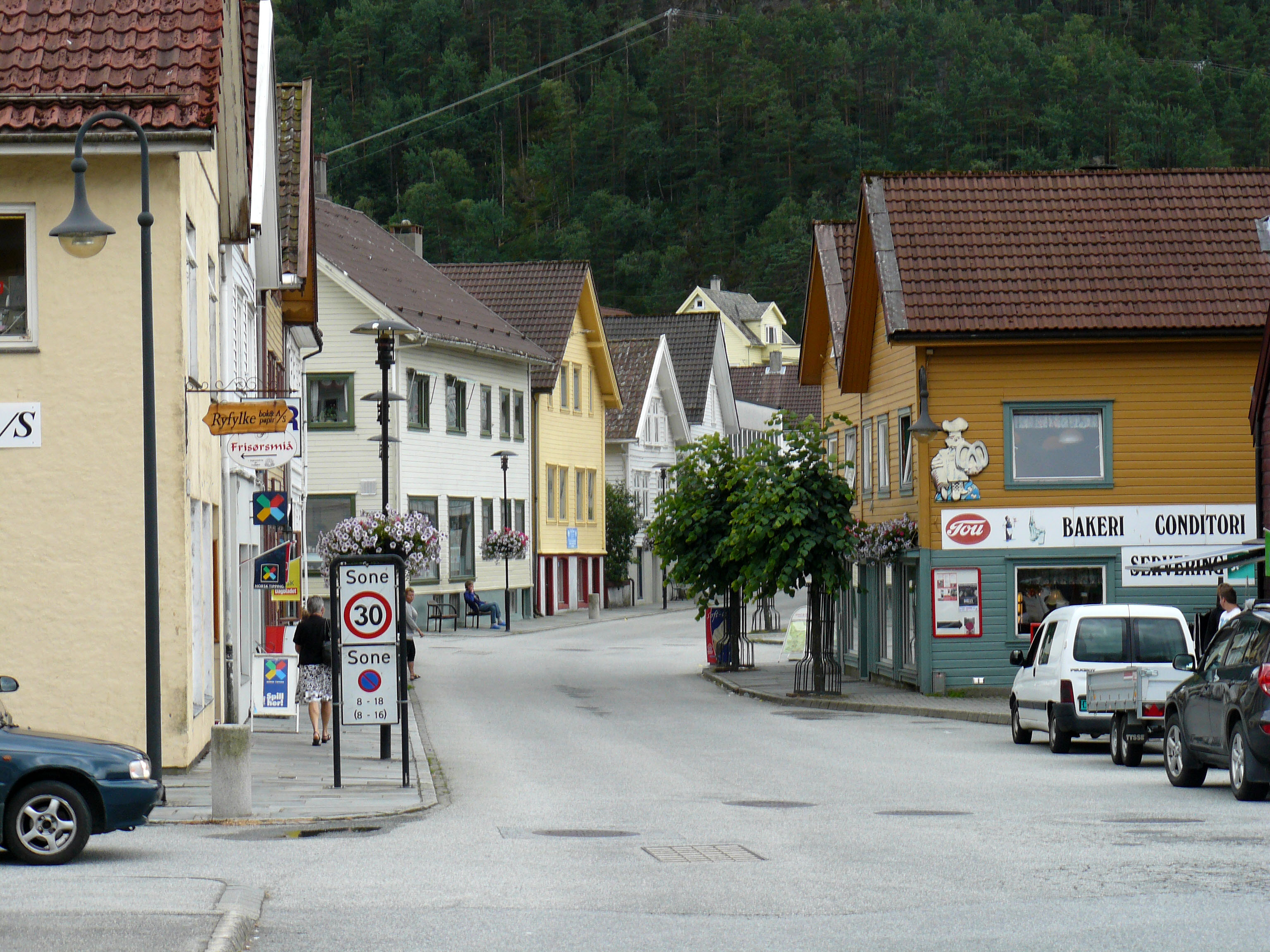
Huvudgatan "Gata" i Sand.
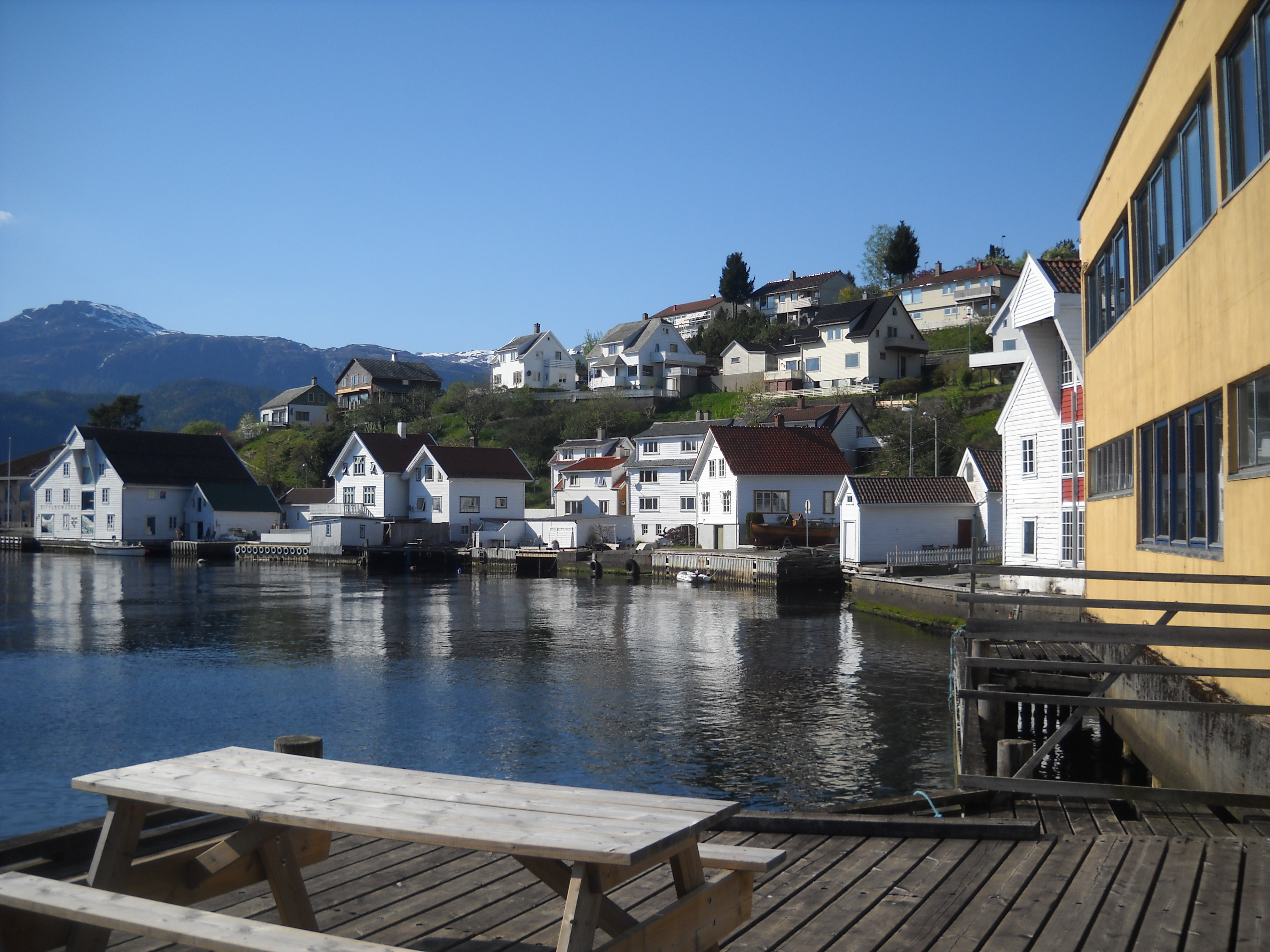
Sand, 2014.
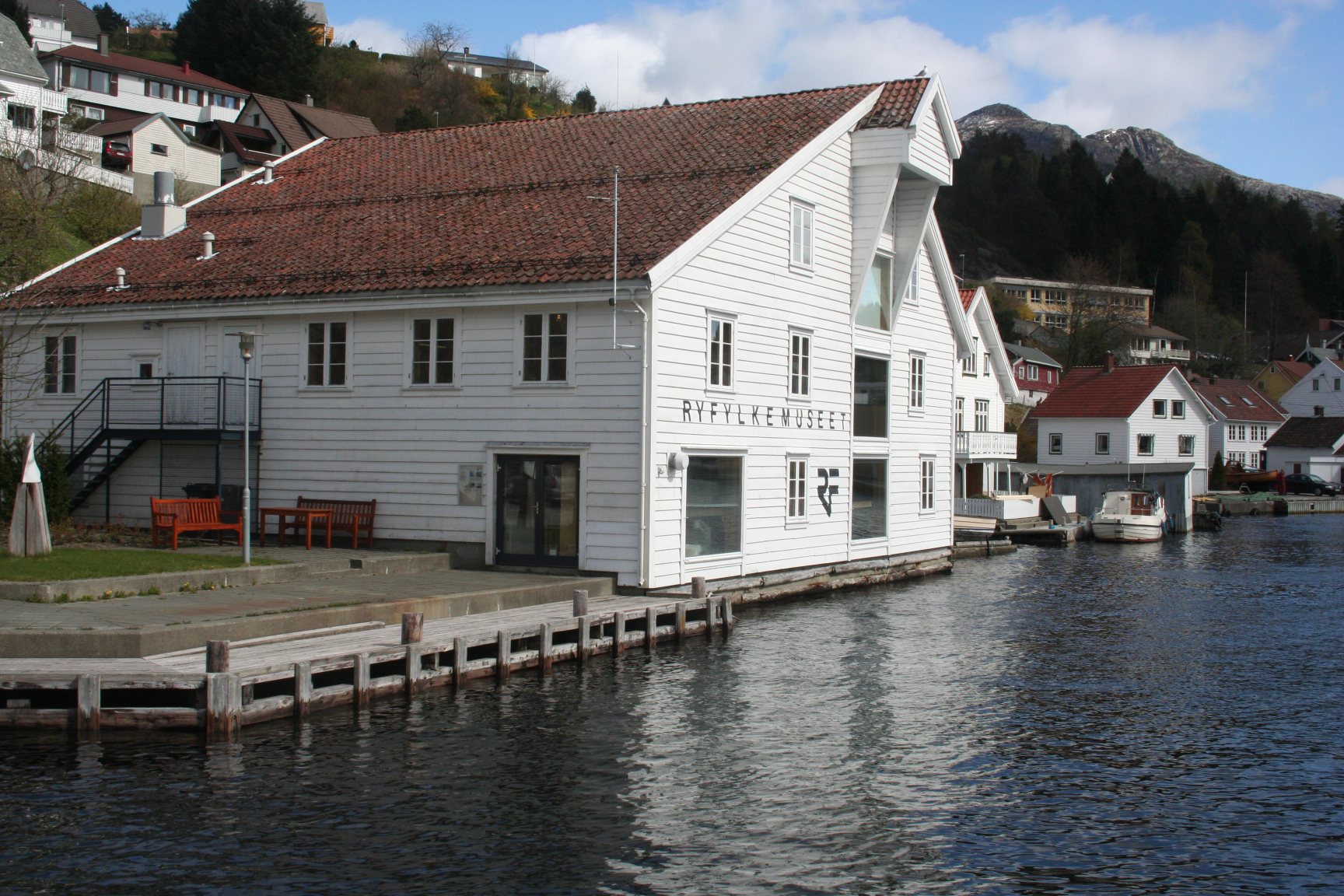
Ryfylkemuseet i Nesasjøhuset
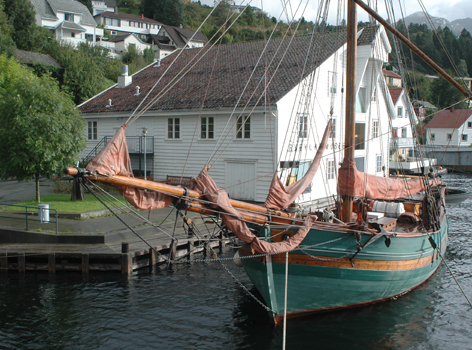
Brødrene af Sand utanför Nesasjøhuset.

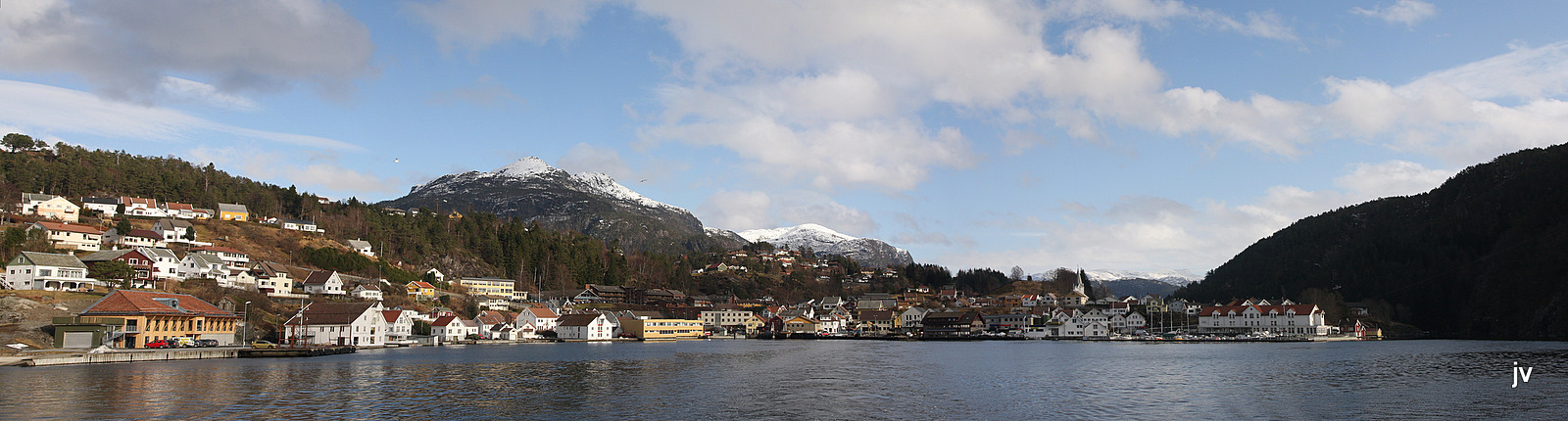
Sand.